# Gino Moretti
Gino Moretti (Torino, 2 gennaio 1917 – Burlington, 15 marzo 2015) è stato un matematico e fisico italiano.

## Biografia e carriera
Laureatosi in matematica all'Università di Torino nel 1939 con Enrico Persico, ne fu subito dopo assistente, fino allo scoppio della seconda guerra mondiale.
Riprese la carriera accademica solo nel 1944, insegnando analisi matematica alla École d'Ingénieurs de l'Université de Lausanne (Losanna) e, contemporaneamente, meccanica razionale al Politecnico di Torino. Le note di lezione di questi insegnamenti, formarono il contenuto di due apprezzati manuali di analisi matematica e meccanica razionale, in cui la trattazione formale è sempre affiancata dalle possibili applicazioni alla fisica ed all'ingegneria. Rimase al Politecnico di Torino fino al 1948, collaborando con Carlo Ferrari in fluidodinamica presso il Laboratorio di Aeronautica da lui diretto.
Nel 1948, si trasferì in Argentina, a Córdoba, insegnando meccanica dei fluidi sia alla Scuola d'Ingegneria dell'Aeronautica Militare argentina sia alla Facoltà d'Ingegneria dell'Università di Cordoba; in quest'ultima, teneva pure l'insegnamento di analisi matematica. Rimase a Cordoba fino al 1955, quando passò a Bariloche, insegnando meccanica razionale e fluidodinamica all'Istituto di Fisica dell'Università di Qujo fino al 1958. Questi anni argentini, furono caratterizzati da ricerche in gasdinamica e propagazione ondosa.
Nel 1958, si trasferì negli Stati Uniti, accettando l'invito di una compagnia privata americana del settore energetico come direttore di ricerca e responsabile di laboratorio, tenendo questi incarichi fino al 1967. L'esperienza maturata in questo settore, gli permetterà, tra l'altro, di portare avanti, negli anni '80, anche una propria attività autonoma in campo imprenditoriale.
Nel 1967, grazie all'attività di ricerca svolta, fu nominato professore di ingegneria aeronautica presso il Politecnico di New York a Farmingdale, posizione che mantenne fino al 1986, quando venne collocato a riposo e nominato professore emerito.
Si è occupato prevalentemente di metodi matematici dell'ingegneria, meccanica dei fluidi e matematica computazionale applicata all'ingegneria.
Ha scritto testi e manuali universitari di analisi matematica, meccanica razionale e metodi matematici applicati all'ingegneria. La maggior parte delle sue pubblicazioni scientifiche, verte su gasdinamica e relativi metodi numerici e computazionali.

## Alcune opere e pubblicazioni
- Lezioni di analisi matematica (con Renato Pecchiai), 2 voll., Ufficio dispense del Campo Universitario di Losanna, Losanna, 1944.
- Esercizi di meccanica razionale, Libreria Tecnica Editrice Dott. Ing. V. Giorgio, Torino, 1947.
- Analisi matematica ad uso degli studenti del biennio d'ingegneria e delle università, 3 voll., Editore Ulrico Hoepli, Milano, 1950 (con successive edizioni).
- Meccanica razionale, 2 voll., Editore Ulrico Hoepli, Milano, 1955-56 (con successive ristampe).
- Functions of a complex variable, Prentice-Hall, Englewood Cliffs, NJ, 1964.
- Thoughts and Afterthoughts About Shock Computation, Defense Technical Information Center, Fairfax, VA, 1972.
- Experiments in Multi-Dimensional Floating Shock-Fitting, Defense Technical Information Center, Fairfax, VA, 1973.
- Calculation of Three-dimensional, Inviscid Supersonic, Steady Flows, National Aeronautics and Space Administration (NASA), Scientific and Technical Information Office, Washington, DC, 1982.
- An Improved Lambda-Scheme for One-Dimensional Flows (with M.T Di Piano), National Aeronautics and Space Administration (NASA), Scientific and Technical Information Office, Washington, DC, 1983.
- Volevo tanto fare il tramviere ma mi hanno cambiato i tram, Leone & Griffa, Pollone (BI), 1998.